# 栋皮埃尔叙蒙
栋皮埃尔叙蒙（法語：Dompierre-sur-Mont，法語發音：[dɔ̃pjɛʁ syʁ mɔ̃]，意为“山上的栋皮埃尔”）是法国汝拉省的一个市镇，属于隆斯勒索涅区。

## 地理
栋皮埃尔叙蒙（46°33'33"N, 5°36'31"E）面积7.37 平方千米，位于法国勃艮第-弗朗什-孔泰大區汝拉省，该省份为法国东部内陆省份，北起上索恩省，西北接科多尔省，西临索恩-卢瓦尔省，南至安省，东与杜省和瑞士接壤。
与栋皮埃尔叙蒙接壤的市镇（或旧市镇、城区）包括：普瓦德菲奥勒、阿列兹、马尔内济亚、梅罗纳、奥热莱、普雷西伊。

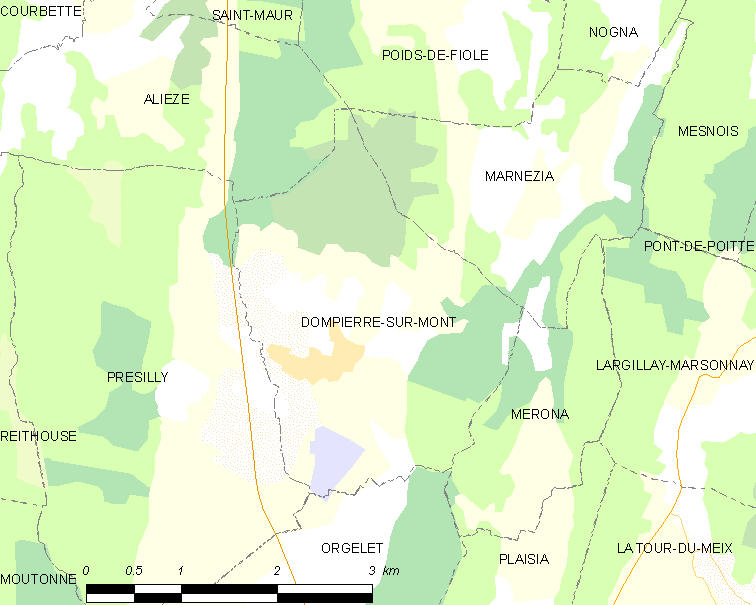
栋皮埃尔叙蒙的OSM定位图

栋皮埃尔叙蒙的时区为UTC+01:00、UTC+02:00（夏令时）。

## 行政
栋皮埃尔叙蒙的邮政编码为39270，INSEE市镇编码为39200。

## 政治
栋皮埃尔叙蒙所属的省级选区为穆瓦朗昂蒙塔涅县。

## 人口

1962-2008年间栋皮埃尔叙蒙人口变化图示

栋皮埃尔叙蒙于2022年1月1日时的人口数量为210人。